# CS Mechelen-aan-de-Maas
Ne pas confondre avec le Patro Eisden Maasmechelen, un autre club de football basé à Maasmechelen.
Ne pas confondre avec le Eendracht Mechelen-aan-de-Maas, un autre club de football basé à Maasmechelen.
Dernière mise à jour : 18 mai 2017.
Le Cerkel Sportief Mechelen-aan-de-Maas est un club de football belge localisé dans la commune de Maasmechelen dans la Province de Limbourg.
Porteur du matricule 5864, il évolue durant 7 saisons en séries nationales, toute en Promotion, soit le  4e niveau de l'époque.
Il disparaît en 2013 lorsqu'il fusionne avec son voisin du K. VV Verbroedering Mechelen-aan-de-Maas, porteur du  matricule 5384 pour former l'Eendracht Mechelen-aan-de-Maas.

## Introduction
La localité de Mechelen-aan-de-Maas découvre le football au début des années 1920. De nombreux clubs y ont vu le jour. Certains eurent des existences très éphémères, d'autres perdurèrent dans le temps. Toutes les entités de s'affilièrent pas à l'URBSFA. Plusieurs «fusions-unions» eurent lieu, pas toujours de manière officielle. 

## Histoire
Le 15 mai 1954 est fondé le Cerkel Sportief Mechelen-aan-de-Maas sur fond de litiges et désaccords au sein des membres du VV Verbroedering Mechelen-aan-de-Maas (matricule 5384).
Lors de la demande d'affiliation le 14 septembre 1955, le "Comité Provincial du Limbourg" déclare le 25 juillet 1955: «...ce nouveau club semble la réincarnation de l'ancien «Cerkel Sportief Mechelen» (matricule 1297) qui semble vouloir se séparer du «VV Verbroedering» (5384)... et qu'il y a des dirigeants qui faisaient partie jadis du matricule 1297...». Les Autorités communales, par la voix du Bougmestre de l'époque ne se montrent pas favorables considérant: «...vouloir maintenir l'ordre dans la commune et ne pas retomber dans les disputes et les conflits d'il y a quelques années.» À cette époque, la fusion créant le "VV Verbroedering" n'est vieille que de 5 ans. L'affiliation est toutefois entérinée et le «Cerkel Sportief» (re)commence son existence.

### Anonyme
Le club joue durant près de quarante ans dans les séries inférieures limbourgeoises. Dans les années 1960, il est dans l'ombre du Verbroedering qui monte en nationale (1960) et atteint même la Division 3 (1963-1966). Ensuite ce club retombe en provinciales, glissant jusqu'en P3. Il ne retrouve le succès que dans les années 1990 mais a été pris de vitesse par son rival.

### Période dorée du Cerkel Sportief
En 1986, le CS atteint la première provinciale en remportant sa série de P2, avec un point de mieux qu'Apollo Gellik, alors que le Verbroedering n'est que 7e.
Parmi l'élite provinciale, le Cerkel Sportief termine brillant 3e derrière Heusden Zolder et Zepperen.
La saison suivante, le deuxième classé est également promu à la suite de la place libérée en séries nationales, pour un club limbourgeois de par la fusion « Winterslag/Waterschei » formant le K. RC Genk. Mais le CS Mechelen-aan-de-Maas ne finit que 7e.
La saison 1988-1989 est encore moins brillante avec une 11e place finale. Mais en 1990, le «Cerkel» enlève le titre provincial devant Herk Sport et Bree. Le matricule 5864 monte en nationale.
En Promotion, le CS Mechelen-aan-de Maas est le plus souvent cantonné dans la lutte pour le maintien. Son meilleur classement est obtenu en 1992 avec un 8e rang.
Lors de la saison 1994-1995, le spectre de la relégation est d'autant plus présent que le club termine «barragiste». Une victoire aux tirs au but (5-6), après un nul vierge, à Andenne permet aux limbourgeois de se maintenir.
Onzième en 1996, le CS Mechelen-aan-de-Maas finit 15e et descend en P1 à la fin du championnat 1996-1997.

### Chute dans les oubliettes
Renvoyé en provinciales, le Cerkel Sportief connaît une deuxième relégation de suite et se retrouve en P2.
Via le tour final en fin d'exercice 2001-2002, le matricule 5864 retrouve l'élite provinciale, mais ne parvient pas à s'y maintenir.
En mai 2007, le «CS» chute en P3.
Six ans plus tard, alors qu'il est toujours en 3e provinciale, le Cerkel Sportief fusionne avec le VV Verbroedering pour former l'Eendracht Mechelen-aan-de-Maas. Le matricule 5864 est radié.

## Résultats dans les divisions nationales
Statistisques mises à jour le 18 mai 2017

### Bilan
| Niv | Divisions     | Jouées | Titres | TM Up | TM Down |
| --- | ------------- | ------ | ------ | ----- | ------- |
| I   | 1re nationale | 0      | 0      |       |         |
| II  | 2e nationale  | 0      | 0      |       |         |
| III | 3e nationale  | 0      | 0      |       |         |
| IV  | 4e nationale  | 7      | 0      | 0     | 1       |
| V   | 5e nationale  | 0      | 0      |       |         |
|     |               |        |        |       |         |
|     | TOTAUX        | 7      | 0      | 0     | 1       |

- TM Up : test-match pour départager des égalités, ou toutes formes de Barrages ou de Tour final pour une montée éventuelle.
- TM Down : test-match pour départager des égalités, ou toutes formes de Barrages ou de Tour final pour le maintien.

### Classements saison par saison
| Ordre               | Saison  | Nom du club                                                                             | Niveau                                                                                  | Classement final                                                                        | Remarques                                                                               |
| ------------------- | ------- | --------------------------------------------------------------------------------------- | --------------------------------------------------------------------------------------- | --------------------------------------------------------------------------------------- | --------------------------------------------------------------------------------------- |
| 1                   | 1990-91 | CS Mechelen a/d Maas                                                                    | Promotion série D                                                                       | 11e/16                                                                                  |                                                                                         |
| 2                   | 1991-92 | CS Mechelen a/d Maas                                                                    | Promotion série C                                                                       | 8e/16                                                                                   |                                                                                         |
| 3                   | 1992-93 | CS Mechelen a/d Maas                                                                    | Promotion série C                                                                       | 11e/16                                                                                  |                                                                                         |
| 4                   | 1993-94 | CS Mechelen a/d Maas                                                                    | Promotion série C                                                                       | 13e/16                                                                                  |                                                                                         |
| 5                   | 1994-95 | CS Mechelen a/d Maas                                                                    | Promotion série C                                                                       | 13e/16                                                                                  | Barrages                                                                                |
| 6                   | 1995-96 | CS Mechelen a/d Maas                                                                    | Promotion série C                                                                       | 11e/16                                                                                  |                                                                                         |
| 7                   | 1996-97 | CS Mechelen a/d Maas                                                                    | Promotion série C                                                                       | 15e/16                                                                                  | Relégué                                                                                 |
| séries provinciales |         |                                                                                         |                                                                                         |                                                                                         |                                                                                         |
| X                   | 2013    | Le club fusionne avec le K. VV Verbroedering Maasmechelen, son matricule 5864 est radié | Le club fusionne avec le K. VV Verbroedering Maasmechelen, son matricule 5864 est radié | Le club fusionne avec le K. VV Verbroedering Maasmechelen, son matricule 5864 est radié | Le club fusionne avec le K. VV Verbroedering Maasmechelen, son matricule 5864 est radié |